# أوتاوا (لوكاس)
أوتاوا (أوهايو) (بالإنجليزية: Ottawa Hills, Ohio)‏ هي منطقة سكنية تقع في الولايات المتحدة في مقاطعة لوكاس، أوهايو. يقدر عدد سكانها بـ 4,517 نسمة ومساحتها 4.84 كم2 وترتفع عن سطح البحر 184 متر.

## التركيبة السكانية
قام مكتب تعداد الولايات المتحدة بتحديد بيانات التركيبة السكانية لأوتاوا في تعداد الولايات المتحدة. في ما يلي، التركيبة السكانية حسب تعدادي 2000 و2010.

### تعداد عام 2000
بلغ عدد سكان أوتاوا 4,564 نسمة بحسب تعداد عام 2000، وبلغ عدد الأسر 1,696 أسرة وعدد العائلات 1,307 عائلة مقيمة في القرية. في حين سجلت الكثافة السكانية 2,448.6 نسمة لكل ميل مربع (945.4/كم2). وبلغ عدد الوحدات السكنية 1,786 وحدة بمتوسط كثافة قدره 958.2 نسمة لكل ميل مربع (370.0/كم2).
وتوزع التركيب العرقي للقرية بنسبة 93.97% من البيض و 0.09% من الأمريكيين الأصليين و 2.70% من الأمريكيين ذوي الأصول الآسيوية و 1.25% من الأمريكيين الأفارقة و 1.53% من عرقين مختلطين أو أكثر.
بلغ عدد الأسر 1,696 أسرة كانت نسبة 38.7% منها لديها أطفال تحت سن الثامنة عشر تعيش معهم، وبلغت نسبة الأزواج القاطنين مع بعضهم البعض 70.0% من أصل المجموع الكلي للأسر، ونسبة 5.1% من الأسر كان لديها معيلات من الإناث دون وجود شريك، وكانت نسبة 22.9% من غير العائلات. تألفت نسبة 20.9% من أصل جميع الأسر من أفراد ونسبة 13.3% كانوا يعيش معهم شخص وحيد يبلغ من العمر 65 عاماً فما فوق. وبلغ متوسط حجم الأسرة المعيشية 3.15، أما متوسط حجم العائلات فبلغ 2.69.
بلغ العمر الوسطي للسكان 43 عاماً. وكانت نسبة 30.1% من القاطنين تحت سن الثامنة عشر، وكانت نسبة 4.1% بين الثامنة عشر والأربعة وعشرون عاماً، ونسبة 19.7% كانت واقعةً في الفئة العمرية ما بين الخامسة والعشرون حتى والأربعة وأربعون عاماً، ونسبة 29.9% كانت ما بين الخامسة والأربعون حتى الرابعة والستون، ونسبة 16.2% كانت ضمن فئة الخامسة والستون عاماً فما فوق. يوجد لكل 100 أنثى 94.0 ذكر، ويوجد لكل 100 أنثى في الثامنة عشر من عمرها فما فوق 89.2 ذكر.
بلغ متوسط دخل الأسرة في القرية 100,000 دولار، أما متوسط دخل العائلة فبلغ 117,130 دولار. وكان متوسط دخل الذكور 84,029 دولار مقابل 40,801 دولار للإناث. وسجل دخل الفرد الخاص بالقرية 58,846 دولار.

### تعداد عام 2010
بلغ عدد سكان أوتاوا 4,517 نسمة بحسب تعداد عام 2010، وبلغ عدد الأسر 1,740 أسرة وعدد العائلات 1,265 عائلة مقيمة في القرية. في حين سجلت الكثافة السكانية 2,441.6 نسمة لكل ميل مربع (942.7/كم2). وبلغ عدد الوحدات السكنية 1,850 وحدة بمتوسط كثافة قدره 1,000.0 لكل ميل مربع (386.1/كم2).
وتوزع التركيب العرقي للقرية بنسبة 87.8% من البيض و 0.2% من الأمريكيين الأصليين و 6.0% من الأمريكيين ذوي الأصول الآسيوية و 3.7% من الأمريكيين الأفارقة و 1.8% من عرقين مختلطين أو أكثر.
بلغ عدد الأسر 1,740 أسرة كانت نسبة 37.6% منها لديها أطفال تحت سن الثامنة عشر تعيش معهم، وبلغت نسبة الأزواج القاطنين مع بعضهم البعض 63.1% من أصل المجموع الكلي للأسر، ونسبة 7.0% من الأسر كان لديها معيلات من الإناث دون وجود شريك، بينما كانت نسبة 2.6% من الأسر لديها معيلون من الذكور دون وجود شريكة وكانت نسبة 27.3% من غير العائلات. تألفت نسبة 25.3% من أصل جميع الأسر من أفراد ونسبة 14.1% كانوا يعيش معهم شخص وحيد يبلغ من العمر 65 عاماً فما فوق. وبلغ متوسط حجم الأسرة المعيشية 3.14، أما متوسط حجم العائلات فبلغ 2.60.
بلغ العمر الوسطي للسكان 43.6 عاماً. وكانت نسبة 28.6% من القاطنين تحت سن الثامنة عشر، وكانت نسبة 5.4% بين الثامنة عشر والأربعة وعشرون عاماً، ونسبة 18.2% كانت واقعةً في الفئة العمرية ما بين الخامسة والعشرون حتى والأربعة وأربعون عاماً، ونسبة 31.6% كانت ما بين الخامسة والأربعون حتى الرابعة والستون، ونسبة 16.2% كانت ضمن فئة الخامسة والستون عاماً فما فوق. وتوزع التركيب الجنسي للسكان بنسبة 47.3% ذكور و52.7% إناث.